# 한양대역

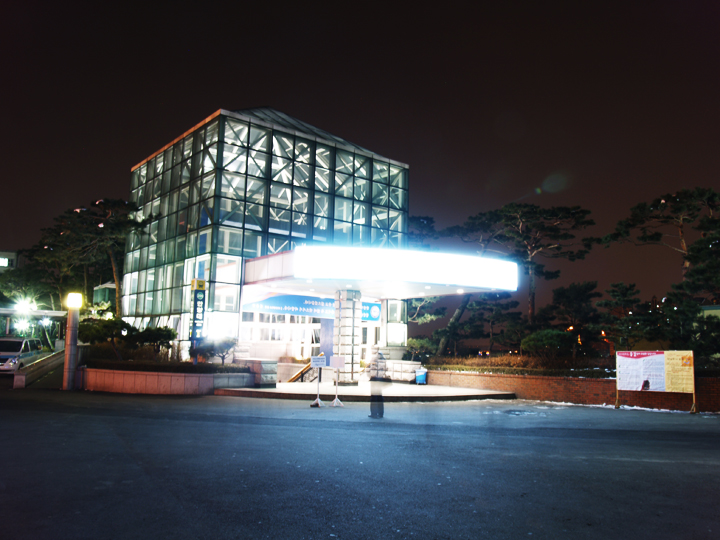
한양대역 2번 출구

한양대역(漢陽大驛, Hanyang Univ. station)은 서울특별시 성동구 사근동에 있는 서울 지하철 2호선의 전철역이다. 이 역은 주변 지형상 반지하역 형태를 띤다. 이 역부터 잠실나루역까지 지상 구간이다.

## 역사
- 1983년 6월 30일: 한양대역으로 역명 결정[1]
- 1983년 9월 16일: 서울 지하철 2호선 을지로입구 ~ 성수 구간 개통과 함께 영업 개시

## 역 구조
승강장은 2면 2선식 상대식 승강장으로 운영되며, 스크린도어가 설치되어 있다. 출구는 4개이다. 이 역은 반 지하·지상 형태를 띠고 있는 역으로 내선 방향 승강장은 지상역, 외선 방향 승강장은 지하역 형태를 띠고 있다. 또한 양 끝에 출구 1번 출구와 3번 출구가 있어 양쪽 승강장 운임 구역이 분리되어 있다. 이 역은 반대방향으로 횡단의 연결이 불가능한 역이다.

### 승강장
| 왕십리 ↑ |
| \| 외    |
| ↓ 뚝섬   |

| 내선 | ● 서울 지하철 2호선 | 성수 · 건대입구 · 잠실 · 강남 방면    |
| 외선 | ● 서울 지하철 2호선 | 왕십리 · 신당 · 을지로3가 · 시청 방면 |

## 역 주변
- 한양대학교
- 한양대학교 올림픽체육관 (대학농구리그 한양대학교 홈구장), (대학배구리그 한양대학교 홈구장)
- 한양대학교 운동장 (대학축구리그 한양대학교 홈구장)
- 한양대학교 의대병원
- 한양사이버대학교
- 한양여자대학교
- 행당중학교
- 덕수고등학교
- 사근동행정복지센터
- 사근동치안센터
- 한양시장
- 국민건강보험공단 성동지사
- 성동교

## 주변 시설
- 한양대학교
- 한양사이버대학교
- 덕수고등학교
- 중랑천
- 청계천
- 서울숲
- 살곶이공원

## 역명에 관한 이야기
역 건물 위에 한양대학교 서울캠퍼스가 위치해 역명이 제정되었으며, 2번 출구를 통하면 캠퍼스 내부로 바로 갈 수 있다. 이 역은 한양대학교 ERICA캠퍼스가 위치한 수도권 전철 4호선 안산선 한대앞역과 혼동할 수 있으나, 관련은 없다.

## 이용객 변동
| 노선  | 노선   | 일평균 인원수 (명/일) | 일평균 인원수 (명/일) | 일평균 인원수 (명/일) | 일평균 인원수 (명/일) | 일평균 인원수 (명/일) | 일평균 인원수 (명/일) | 일평균 인원수 (명/일) | 일평균 인원수 (명/일) | 일평균 인원수 (명/일) | 일평균 인원수 (명/일) | 각주  |
| 노선  | 노선   | 2000년                | 2001년                | 2002년                | 2003년                | 2004년                | 2005년                | 2006년                | 2007년                | 2008년                | 2009년                | 각주  |
| ----- | ------ | --------------------- | --------------------- | --------------------- | --------------------- | --------------------- | --------------------- | --------------------- | --------------------- | --------------------- | --------------------- | ----- |
| 2호선 | 승차   | 13,770                | 14,369                | 15,099                | 15,265                | 15,139                | 14,613                | 13,984                | 13,906                | 13,865                | 13,706                | [ 2 ] |
| 2호선 | 하차   | 16,649                | 17,714                | 18,242                | 18,485                | 18,068                | 17,140                | 16,231                | 16,015                | 15,729                | 15,577                | [ 2 ] |
| 2호선 | 승하차 | 30,419                | 32,083                | 33,341                | 33,750                | 33,207                | 31,753                | 30,216                | 29,921                | 29,594                | 29,283                | [ 2 ] |
| 노선  | 노선   | 2010년                | 2011년                | 2012년                | 2013년                | 2014년                | 2015년                | 2016년                | 2017년                | 2018년                |                       | [ 2 ] |
| 2호선 | 승차   | 13,360                | 12,989                | 12,700                | 12,216                | 12,020                | 11,926                | 11,610                | 11,302                | 11,255                |                       | [ 2 ] |
| 2호선 | 하차   | 15,271                | 15,014                | 14,497                | 14,102                | 13,930                | 13,903                | 13,545                | 13,147                | 12,942                |                       | [ 2 ] |
| 2호선 | 승하차 | 28,631                | 28,003                | 27,197                | 26,318                | 25,950                | 25,829                | 25,155                | 24,449                | 24,197                |                       | [ 2 ] |

## 인접한 역
| 서울 지하철 2호선   | 서울 지하철 2호선   | 서울 지하철 2호선 |
| ------------------- | ------------------- | ----------------- |
| 208 왕십리 외선순환 | ● 서울 지하철 2호선 | 210 뚝섬 내선순환 |

## 사진

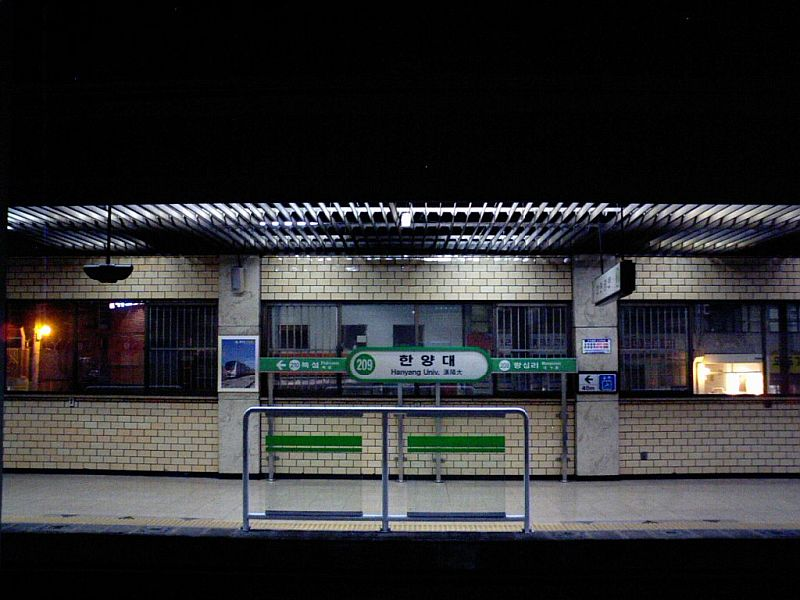
승강장(스크린도어 설치 전)